# Odette de Champdivers

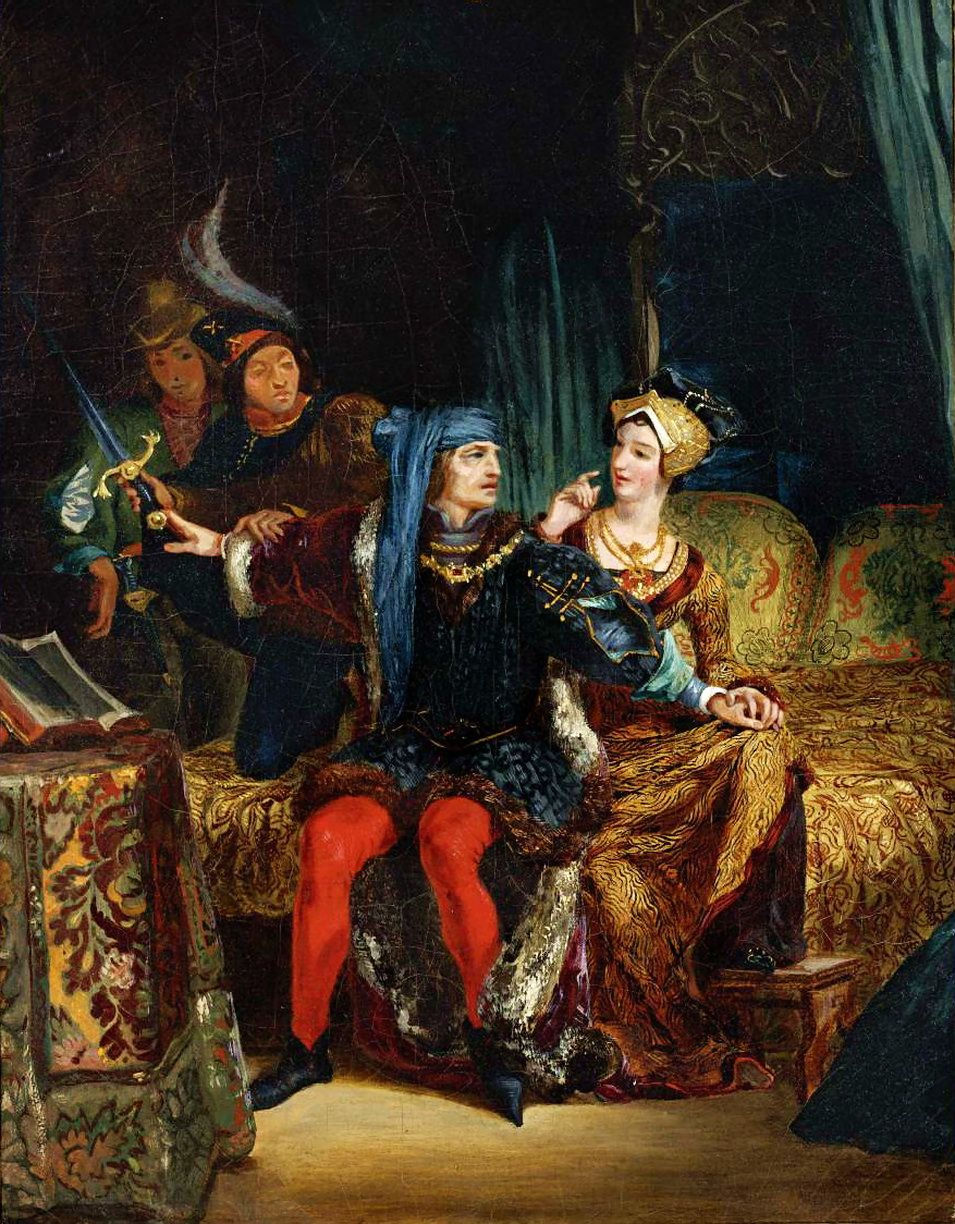
Karl VI. und Odette de Champdivers, Gemälde von Eugène Delacroix, um 1825

Odette de Champdivers (* um 1385 in Burgund; † 1424 in Paris), La Petite Reine genannt, war Mätresse des französischen Königs Karl VI. und vorher von dessen Bruder, Louis de Valois, duc d’Orléans.

## Leben
Odette de Champdivers, Tochter von Odin de Champdivers, Maitre de comptes, wurde von ihren Zeitgenossen La Petite Reine genannt. Königin Isabeau de Bavière führte sie ins Bett des französischen Königs, um sich von den Gewalttätigkeiten ihres wahnsinnigen Ehemanns zu entlasten (er litt an Schizophrenie). Nach zeitgenössischen Berichten vertrat sie jahrelang jede Nacht die Königin in deren Kleidung, ohne dass der geisteskranke Karl VI. diesen Schwindel jemals bemerkte.
Aus der Verbindung Odettes mit dem König gingen zwei uneheliche Töchter hervor. Marguerite wurde nach dem Tod ihrer Mutter an den französischen Hof geholt und 1427 von ihrem Halbbruder, König Karl VII., legitimiert.
Odettes Bruder Henri de Champdivers heiratete Jeanne de Toulongeon (1382–1419), die seit der Schlacht von Azincourt (1415) verwitwete Schwester von Jean II., André und Antoine de Toulongeon.

## Nachfahren
- Marguerite Bâtarde de Valois (1407–1448), ⚭ 1428 Jean III., Herr von Belleville und Montaigu, Seneschall der Saintonge (Haus Harpedane)